# Schizanthus pinnatus
Schizanthus pinnatus, наричан пеперудено цвете или орхидея на бедняка, имена, които споделя с други членове на рода си, е вид растение от род Шизантус (Schizanthus) от семейство Картофови (Solanaceae), родом от Чили и натурализиран другаде. Вида е печелил Наградата за градински заслуги като декорация на Кралското градинарско общество.

## Описание
Schizanthus pinnatus е едногодишно растение с височина от 20 до 50 см, жлезисто, с перистолистни листа с дължина 2,5 до 3 см, разделени на 6 до 8 двойки на продълговати линейни сегменти, цели или разделени. Цветовете са бели, розови или виолетови, с диаметър от 2 до 3 см, подредени в метличести съцветия, понякога раздвоени. Плодът е кълбовидно семе с дължина приблизително 5 mm. Той е известен като „малка пеперуда“ (на испански: mariposita) или „малка, бяла пеперуда“ (на испански: mariposita blanca).